# Donnie Freeman
Donald E. Freeman (ur. 3 lipca 1944 w Madison) – amerykański koszykarz, występujący na pozycji rozgrywającego, mistrz ABA, uczestnik spotkań gwiazd ABA, kilkukrotnie wybierany do składów najlepszych zawodników tej ligi. Zaliczony do składu najlepszych zawodników w historii ligi ABA.

## Osiągnięcia
NCAA
- Wybrany do I składu:
  - Big Ten (1966)
  - All-American (1966)
- Zaliczony do University of Illinois' All Century Team (2004)

AAU
- Zaliczony do AAU All-American (1967)[5]

ABA
- Mistrz ABA (1973)[1]
- Uczestnik meczu gwiazd:
  - NBA vs ABA (1971, 1972)[6][7]
  - ABA (1968–1972)[8][9]
- Zaliczony do:
  - I składu ABA (1972)[3]
  - II składu ABA (1969–1971)[3]
  - składu najlepszych zawodników w historii ligi ABA (ABA's All-Time Team – 1997)[4]